# Viðfjörður
Der Viðfjörður ist ein kleiner, Fjord im Osten Islands.
Er gehört zu den Ostfjorden und ist der südlichste der drei Fjorde im Norðfjarðarflói.
Der Name bedeutet Holzfjord, wegen des Treibholzes, was hier früher gewonnen wurde.
Der Fjord ist über die fast 8 km lange Piste Viðfjarðarvegur  zu erreichen. Von hier gab es eine Schiffsverbindung nach Neskaupstaður, bevor der Weg über den Oddsskarð 1949 möglich war. 
Das Steinhaus im Fjord wurde 1930 erbaut. Anfang der 1950er Jahre wurde der Fjord verlassen. Inzwischen ist das Haus renoviert und wird touristisch genutzt. In Island ist Viðfjörður für seine Geister- und Gespenstergeschichten bekannt. 